# Aberto de Tênis de Santa Catarina 2006
L'Aberto de Tênis de Santa Catarina 2006 è stato un torneo di tennis facente parte della categoria ATP Challenger Series nell'ambito dell'ATP Challenger Series 2006. Il torneo si è giocato a Florianópolis in Brasile dal 10 al 16 aprile 2006 su campi in terra rossa.

## Vincitori

### Singolare
Ricardo Mello ha battuto in finale  Diego Junqueira con il punteggio di 6–3, 5–7, 7–6(4)

### Doppio
Máximo González /  Sergio Roitman hanno battuto in finale  Thiago Alves /  Júlio Silva con il punteggio di 6–2, 3–6, [10–5]